# Strzelectwo na Letnich Igrzyskach Olimpijskich 1896 – pistolet szybkostrzelny, 25 m
Zawody w strzelectwie szybkim z 25 m podczas igrzysk olimpijskich w Atenach były jedną z pięciu konkurencji strzeleckich podczas tych Igrzysk. 11 kwietnia do konkurencji przystąpiło 4 zawodników, 2 Greków, 1 Duńczyk oraz 1 reprezentant Wielkiej Brytanii. Zwycięzcą został Grek Frangudis, drugie miejsce zajął jego rodak Orfanidis. Na 3 miejscu z nieznanym wynikiem został sklasyfikowany Duńczyk, natomiast Sidney Merlin z Wielkiej Brytanii nie ukończył konkurencji.

## Wyniki
| lp. | Zawodnik          | Kraj             | Wynik        | Uwagi |
| --- | ----------------- | ---------------- | ------------ | ----- |
| 1.  | Joanis Frangudis  | Królestwo Grecji | 344          |       |
| 2.  | Jeorjos Orfanidis | Królestwo Grecji | 249          |       |
| 3.  | Holger Nielsen    | Dania            | nieznany     |       |
| –   | Sidney Merlin     | Wielka Brytania  | nie ukończył |       |